# 史蒂夫·克拉克 (游泳运动员)
史蒂夫·克拉克（英語：Steve Clark，1943年6月17日—），美国男子游泳运动员。他曾代表美国参加1960年和1964年夏季奥林匹克运动会游泳比赛，获得三枚金牌，均来自接力项目。